# Odległość hiperfokalna
Odległość hiperfokalna – pojęcie z zakresu teorii fotografii. Odległość hiperfokalna może być definiowana na dwa sposoby:
1. jako odległość, od której rozpoczyna się głębia ostrości przy ustawieniu ostrości na nieskończoność[1]
2. jako odległość między aparatem fotograficznym, a obiektem na który ustawiono ostrość - zapewniająca uzyskanie maksymalnej głębi ostrości. Głębia ta rozpoczyna się w połowie odległości hiperfokalnej i sięga aż po horyzont (w nieskończoność)[1].

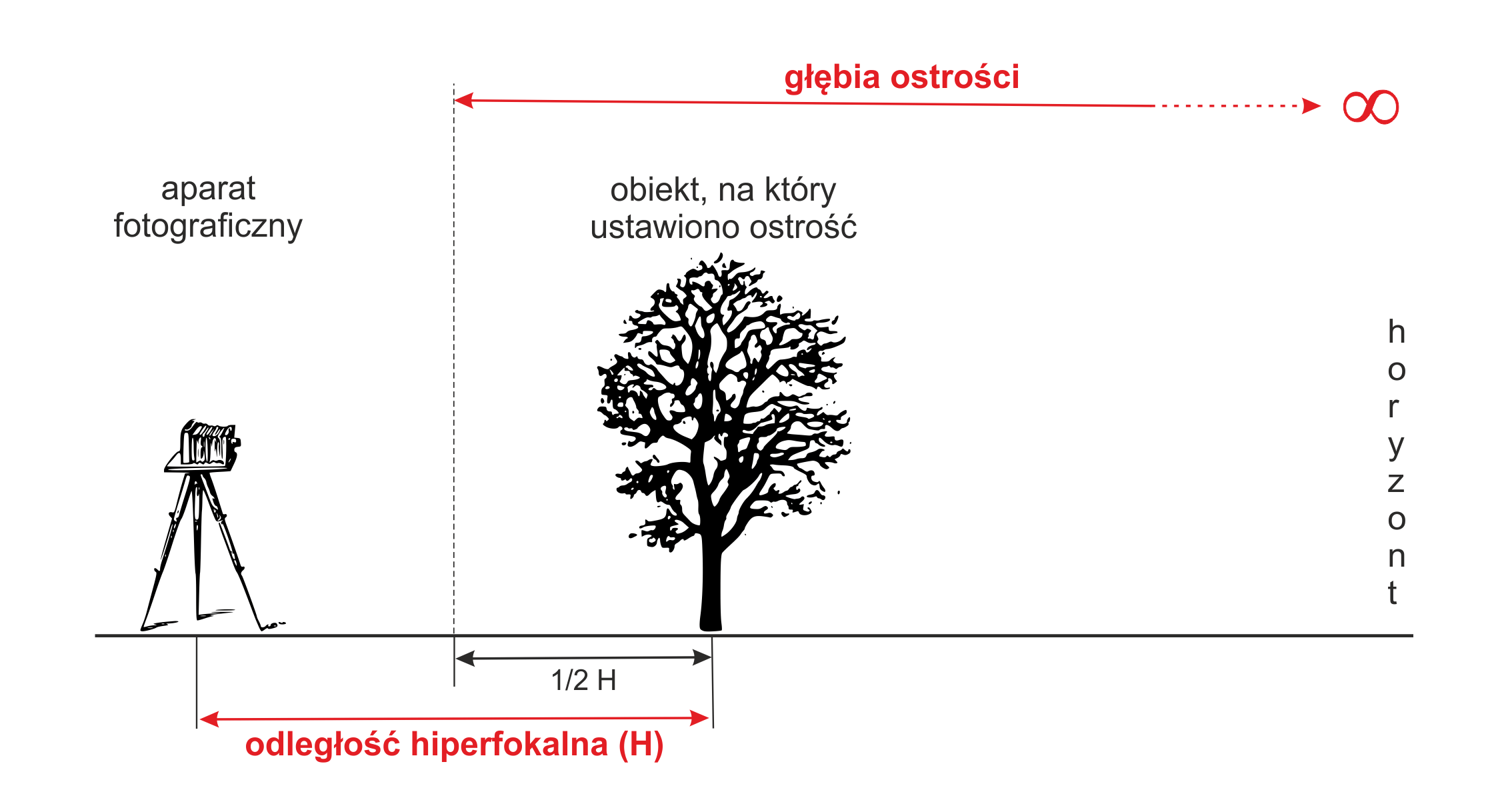
Grafika ilustrująca uzyskiwanie maksymalnej głębi ostrości przy wykorzystaniu odległości hiperfokalnej

Odległość hiperfokalna zależy od ustawionej podczas wykonywania zdjęcia liczby przysłony, ogniskowej obiektywu oraz akceptowalnej wielkości krążka rozmycia, co wyraża się wzorem:
{\displaystyle H\approx {\frac {f^{2}}{Nc}}.}
gdzie:
{\displaystyle f} - ogniskowa obiektywu
{\displaystyle N} – liczba przysłony
{\displaystyle c} – krążek rozmycia dla danego filmu fotograficznego lub matrycy światłoczułej
Przybliżone wartości odległości hiperfokalnej (w metrach) dla aparatów fotograficznych z matrycami APS-C:
|                   |      | długość ogniskowej | długość ogniskowej | długość ogniskowej | długość ogniskowej | długość ogniskowej | długość ogniskowej | długość ogniskowej | długość ogniskowej |
| 12                | 15   | 17                 | 20                 | 24                 | 28                 | 35                 | 50                 |                    |                    |
| ----------------- | ---- | ------------------ | ------------------ | ------------------ | ------------------ | ------------------ | ------------------ | ------------------ | ------------------ |
| p r z y s ł o n a | f/8  | 1,0 m              | 1,5 m              | 2,0 m              | 2,7 m              | 3,8 m              | 5,2 m              | 8,2 m              | 16,8 m             |
| p r z y s ł o n a | f/11 | 0,7 m              | 1,1 m              | 1,4 m              | 1,9 m              | 2,7 m              | 3,7 m              | 5,8 m              | 11,9 m             |
| p r z y s ł o n a | f/16 | 0,5 m              | 0,8 m              | 1,0 m              | 1,3 m              | 2,0 m              | 2,6 m              | 4,4 m              | 8,2 m              |
| p r z y s ł o n a | f/22 | 0,4 m              | 0,6 m              | 0,7 m              | 1,0 m              | 1,4 m              | 1,8 m              | 2,9 m              | 5,9 m              |

Przybliżone wartości odległości hiperfokalnej (w metrach) dla aparatów fotograficznych z matrycami pełnoklatkowymi (24x36 mm):
|                   |      | długość ogniskowej | długość ogniskowej | długość ogniskowej | długość ogniskowej | długość ogniskowej | długość ogniskowej |
| 16                | 20   | 24                 | 28                 | 35                 | 50                 |                    |                    |
| ----------------- | ---- | ------------------ | ------------------ | ------------------ | ------------------ | ------------------ | ------------------ |
| p r z y s ł o n a | f/8  | 1,1 m              | 1,7 m              | 2,4 m              | 3,4 m              | 5,2 m              | 10,7 m             |
| p r z y s ł o n a | f/11 | 0,8 m              | 1,2 m              | 1,8 m              | 2,4 m              | 3,7 m              | 7,6 m              |
| p r z y s ł o n a | f/16 | 0,6 m              | 0,9 m              | 1,2 m              | 1,7 m              | 2,6 m              | 5,3 m              |
| p r z y s ł o n a | f/22 | 0,4 m              | 0,6 m              | 0,9 m              | 1,2 m              | 1,8 m              | 3,8 m              |

Zasady postępowania przy robieniu zdjęć z maksymalną głębią ostrości:
- jeżeli dysponujemy obiektywem  zmiennoogniskowym ustawiamy jego ogniskową - wskazane jest ustawienie ogniskowej na jak najmniejszej wartości - uzyskamy wtedy szeroki kąt widzenia obiektywu, a tym samym dużą głębię ostrości wykonywanego zdjęcia
- ustawiamy przysłonę obiektywu. Najlepiej uczynić to w trybie preselekcji przesłony (oznaczonym najczęściej jako "A" lub Av") - mamy wtedy pewność, że automatyka aparatu nie zmieni samoczynnie ustawionej przez nas wartości. W miarę możliwości staramy się ustawić jak największą liczbę przysłony, by zapewnić jak największą głębię ostrości
- ustalamy odległość na jaką powinna być ustawiona ostrość podczas wykonywania zdjęcia - czyli odległość hiperfokalną. W tym celu można skorzystać z powyższych tabelek, odpowiednich stron internetowych lub aplikacji (w tym m.in.na smartfony), które pomagają obliczyć wartość odległości hiperfokalnej. W aplikacjach tych, dla ułatwienia użytkowania, zamiast wielkości krążka rozmycia ("CoC") wystarczy najczęściej podać rozmiar matrycy światłoczułej (np APS-C, Full-Frame itp) lub markę i model aparatu fotograficznego
- ustawiamy ostrość na ustaloną w poprzednim punkcie odległość. Możemy w tym celu np. poprosić inną osobę by stanęła na chwilę w tej odległości - i na niej wyostrzyć ujęcie. Osoba ta, nie musi pozostawać w kadrze podczas robienia zdjęcia. Ustawienie ostrości dokonujemy w trybie manualnym, pokręcając odpowiednio pierścień regulacji ostrości na obiektywie
- upewniamy się, że ustawione poprzednio parametry zdjęcia (ogniskowa, przysłona, odległość ostrzenia) nie uległy zmianie - i wykonujemy zdjęcie.